# Malalai Joya
Malalai Joya, (Pastu: ملالۍ جویا) (1978. április 25.–) afgán író, politikai aktivista. 2005-től 2007-ig országgyűlési képviselő. 2007-ben elbocsátották, miután nyilvánosan sértegette a főurakat és a háborús bűnösöket az Afgán Parlamentben. A Karzai adminisztráció szókimondó kritikusa, és a nyugat, legfőképp az Egyesült Államok támogatója.
Felfüggesztését nemzetközi tiltakozás követte 2007-ben, értelmiségiek, többek között Noam Chomsky, valamint politikusok Kanadából, Németországból, az Egyesült Királyságból, Olaszországból és Spanyolországból követelték, hogy újból alkalmazzák őt.
A BBC "A legbátrabb nőnek" nevezte. [forrás?]
A Time magazin 2010-ben beválasztotta a világ 100 legbefolyásosabb embere közé. A Policy magazin megválasztotta a világ 100 Globálisan Gondolkodó embere közé.[forrás?] 2011. március 8.-án a The Guardian újság beválasztotta a top 100 női aktivista és kampányoló női közé. 

## Korai és felnőtt évek
Joya 1978. április 25-én született, Farah tartományban, Nyugat-Afganisztánban. Apja orvostan-hallgató volt, míg a szovjet-afgán háborúban el nem vesztette az egyik lábát. 1982-ben menekültek Iránba a nyugodtabb élet reményében. Itt Joya humanitárius munkát kezdett el végezni.
A szovjet visszavonulás után 1998-ban visszament Afganisztánba, ahol társadalmi aktivistaként kezdett dolgozni. Megházasodott, férje nevét azonban annak védelmében titkolja.

## 2003-as beszéde
Joya nemzetközi figyelmet nyert, amikor 2003. december 17-én felszólalt a főurak hatalma ellen az afgán parlamentben.
Válaszul a parlament elnöke, Sibghatullah Mojaddedi, kommunistának, és hitetlennek nevezte Joyát, majd felfüggesztették. Azóta 4 gyilkossági kísérletet követtek el ellene.

## Politikai életpályája
Joyát Farah tartomány képviselőjének választották 2005 szeptemberében. Ez év decemberében, rögtönzött beszédet tartott, amiben kritizálta a fővezéreket, a drogbárókat, valamint a bűnözőket a parlamentben.
2007. február 19-én Joya beszédet tartott egy leány iskolában.
A BBC "A leghíresebb nőnek nevezte Afganisztánban" 2007-ben. Ekkor Joya ezt nyilatkozta politikai pályájával kapcsolatosan: "Engem egyszer meg fognak ölni, de a hangomat nem lehet elnémítani, mivel az én hangom minden afgán nő hangja is. Le tudják tépni a virágot, de a tavaszt akkor sem tudják megállítani." [forrás?]
Joyát fizikailag és szóban is bántalmazták 2006. március 7-én, miután több képviselőtársát is megvádolta, hogy alkalmatlanok a feladataik ellátására. Azt mondta, 2 fajta ember van Afganisztánban: az egyik, aki harcolt a függetlenségért, a másik pedig aki, megsemmisítette az országot és megölt 60 ezer embert. Válaszként a képviselők, halálfenyegetéssel reagáltak, valamint megdobálták őt vizes palackokkal.
2008. október 21-én Firenzébrn Bruna Giovannini egy tekintélyes arany medalt ajándékozott Joyának.
Brad Adams az ázsiai Human Rights Watch írója a következőket nyilatkozta róla: "Malalai az emberi jogok hűséges védője, és egy erőteljes hang, így nem szabadott volna felfüggeszteni a parlamentből."
Farahben, Nangarharban, Baghlanban, Kabulban és még néhány tartományban tiltakoztak Joya felfüggesztése ellen, de hiába.

## Politikai visszatérés
2010-ben mutatták be önéletrajzát Párizsban "Au nom de mon peuple" címmel. Joya azt tervezte, visszatér a politikába, miután öt afgán tartomány kérte fel, hogy képviselje őket a parlamentben. Az öt tartomány: Nangarhar, Nimroz, Takhar, Kabul, és Farah. Az utolsó pillanatban azonban visszalépett a parlamenti választásoktól.

## Könyve
Joya önéletrajza Raising My Voice címmel kiadásra került az Egyesült Államokban és Kanadában is.
A könyv később megjelent Franciaországban, Olaszországban, Spanyolországban, Hollandiában, Dániában, Indonéziában, és Izraelben.
Kirkus Reviews író ezt mondta a Joya könyvéről: "Egy létfontosságú emlékirat, Afganisztánnal kapcsolatosan pedig rejtett igazságokat fed fel, és közvetlenül megcímezi az Egyesült Államoknak."
Library Journal írja: "A könyv azokat fogja érdekelni, akik szeretik a mindennapi hősnőket, akik az életüket is kockára teszik a hazájukért."

## Díjak
- 2007. július 23-a – Firenze – Olaszország: Malalai megkapja a the Golden Fleur- de – Lis díjat
- 2004. december, megnyerte Az év nője díjat Olaszországban
- 2009. március elnyerte a diszkrimináció ellenes díjat, Rotterdamban, Hollandiában
- 2010. november: Foreign Policy magazine beválasztotta a világ top 100 globális gondolkozója közé
- 2011. március: The Guardian beválasztotta a top 100 női aktivista közé a világon